# Zip Zip
Zip Zip (tên tiếng Việt: Đội lốt thú cưng) là chương trình hoạt hình Pháp được tạo bởi Aurore Damant, dựa vào ý tưởng của Anne Ozannat và được sản xuất bởi GO-N Productions và 20th Century Fox. Bộ phim ra mắt trên kênh Super RTL vào ngày 23 tháng 3 năm 2015, trên kênh France 3 vào ngày 4 tháng 4 năm 2015.

## Nội dung
Cáo Washington, hai anh em lợn hoang Sam và Eugenie và chim sẻ Suzie rất chản nản đời sống ở rừng. Vì vậy, họ phải cải trang thành thú cưng để lên thành phố mà không bị phát hiện là thú hoang. Họ đã được nhận nuôi bởi một gia đình rất yêu động vật, nhà Livingstone. Họ đã trở thành bạn của mèo nhà Victoria. Những phiêu lưu của thú cưng nhà Livingstone bắt đầu từ đây. Ngoài ra, họ phải giữ bí mật của mình và tránh gấu xám Mitch, hàng xóm của Washington và muốn đưa các động vật cải trang này về rừng.

## Nhân vật

### Nhân vật chính
- Washington (lồng tiếng bởi Gauthier Battoue/David Coburn) là một con cáo đỏ cải trang thành chó, và là thủ lĩnh của nhóm thú hoang cải trang. Cậu ta tự cho mình là thông minh nhất nhưng không phải vậy. Cậu ta cũng có bản tính như những loài cáo thường như láu lỉnh và tinh ranh. Với Victoria, cậu ta có quan hệ bạn-thù.
- Sam (lồng tiếng bởi Benoit Du Pac/Matthew Guéczy) là một con lợn rừng cải trang thành mèo nhà. Cậu ta khá vụng về. Tuy hơi ngốc nghếch, nhưng vẫn rất thật thà. Sam sợ nhất là phải trở lại rừng. Và Sam cũng rất quan tâm đến em gái của mình.
- Eugenie (lồng tiếng bởi Camile Donda/Sharon Mann) là một con lợn rừng và cũng là em gái của Sam. Cô cải trang thành con thỏ hồng. Cô rất đáng yêu, lạc quan và hay tò mò.
- Suzie (lồng tiếng bởi Charlyne Pestel/Tiffany Hofstetter) là một con chim hoét đen cải trang thành chim hoàng yến. Cô nhỏ tuổi nhất trong nhóm. Cô là một người thích vui chơi và phiêu lưu.
- Victoria (lồng tiếng bởi Diane Dassigny/Tiffany Hofstetter) là một con mèo nhà và là thú cưng của gia đình Livingstone. Từ khi nhóm thú hoang cải trang đến, cô tìm cách đưa những đám thú hoang này gặp rắc rối lớn. Nhưng cô đôi lúc giúp đám bạn này khỏi những rắc rối. Cô rất mê bạc hà mèo.
- Nhà Livingstone là một cặp vợ chồng rất yêu quý động vật. Họ sống ở thành phố San Francisco. Người chồng (lồng tiếng bởi Matthew Guéczy) thích chơi đùa với thú nuôi và có sở thích hồi còn trẻ là chơi guitar điện. Người vợ (lồng tiếng bởi Sharon Mann) cũng là người thích vui chơi với thú nuôi của mình.

### Nhân vật phụ
- Mitch (lồng tiếng bởi Bruno Magne/David Coburn) là kẻ thù của Wahington, Sam, Eugenie và Suzie và cũng là hàng xóm cũ của Washington và Sam trong rừng rậm, cậu ta muốn đưa họ ra khỏi thành phố và trở lại rừng. Ngoài ra, cậu có tình cảm với Victoria nhưng trong phim không như thế, Mitch rất xấu tính và tham ăn.
- Nugget và Fluffy là hai con mèo sống ở hàng xóm của nhà Livingstone. Họ trở thành kẻ thù của Washington và Sam. Dù vậy, nhưng Nugget lại yêu thầm Washington.
- Vladimir (lồng tiếng bởi Bruno Magne/Matthew Guéczy) là bác sĩ thú y ở một phòng khám của chính ông tại thành phố San Francisco. Washington rất sợ ông ta vì có thể sẽ bị để lộ bí mật.
- Alvarez là một con chó vàng của nhà hàng xóm. Cậu ta hay chê cười Washington và những người khác.
- Gracie và Alphie là hai đứa trẻ của hàng xóm nhà Livingstone. Họ rất thích chơi đùa với thú cưng của nhà Livingstone, đặc biệt là Victoria.
- Vincent là một con sóc và từng là đạo diễn cho video ngắn của Sam.
- Rac Pack là tên gọi của nhóm của những con gấu trúc Bắc Mĩ. Họ là bạn của Washington.
- Dogcatchers là biệt đội có nhiệm vụ bắt các động vật hoang và đưa họ về rừng. Đó là lý do vì sao Washington và các thú rừng khác phải cải trang thành thú nuôi.
- Meadow là một cô cáo xuất hiện trong tập Foxy Lady khi Washington lần đầu gặp cô ấy Washington đã tỏ ra thích cô ấy và Meadow cũng vậy nhưng cô ấy chỉ xuất hiện một lần.
- Plato là một con chó thường xuyên xuất hiện với Alvarez.
- Fang là một con mèo hoang đang yêu thầm Victoria.

## Các tập phim

### Mùa 1
Mùa 1 bao gồm 52 tập dài 11 phút, được chiếu lần đầu vào ngày 23 tháng 2 năm 2015.
| STT | Tên tập                              | Đạo diễn             | Kịch bản                                  | Công chiếu                                           |
| --- | ------------------------------------ | -------------------- | ----------------------------------------- | ---------------------------------------------------- |
| 1   | "Bye Bye Bathtime"                   | Lionel Allaix        | Ian Carney                                | 23 tháng 3 năm 2015 (Đức) 9 tháng 5 năm 2015 (Pháp)  |
| 2   | "A Tail to Tell"                     | Lionel Allaix        | Cynthia True                              | 23 tháng 3 năm 2015 (Đức)                            |
| 3   | "Washington Gone Wild"               | Anthony Pascal       | Cynthia True                              | 24 tháng 3 năm 2015 (Đức) 4 tháng 4 năm 2015 (Pháp)  |
| 4   | "Undercover Bother"                  | Thierry Sapyn        | Brendan Hay                               | 25 tháng 3 năm 2015 (Đức)                            |
| 5   | "The Unsuitables"                    | Christophe Pittet    | Thomas Barichella                         | 25 tháng 3 năm 2015 (Đức) 23 tháng 5 năm 2015 (Pháp) |
| 6   | "No Good Dig Goes Unpunished"        | Anthony Pascal       | Cynthia True                              | 26 tháng 3 năm 2015 (Đức)                            |
| 7   | "A.I."                               | Gark                 | Pierre-Gilles Stehr                       | 26 tháng 3 năm 2015 (Đức)                            |
| 8   | "Party Animals"                      | Thierry Sapyn        | Cynthia True                              | 20 tháng 4 năm 2015 (Đức) 2 tháng 5 năm 2015 (Pháp)  |
| 9   | "The Dot that Cannot Be Caught"      | Thierry Sapyn        | Erik Wiese                                | 30 tháng 3 năm 2015 (Đức)                            |
| 10  | "Rained In"                          | Baptiste Lucas       | Jessica Gao                               | 24 tháng 3 năm 2015 (Đức)                            |
| 11  | "Sweet and Sour Sam"                 | Nicholas Moschini    | Ian Carney                                | 30 tháng 3 năm 2015 (Đức) 23 tháng 5 năm 2015 (Pháp) |
| 12  | "Master Bedroom"                     | Christophe Pittet    | Darren Belitsky                           | 27 tháng 3 năm 2015 (Đức) 30 tháng 5 năm 2015 (Pháp) |
| 13  | "GoofTube"                           | Nima Azarba          | Pierre-Gilles Stehr                       | 27 tháng 3 năm 2015 (Đức)                            |
| 14  | "Sick as a (Fox Dressed like a) Dog" | Nima Azarba          | Alec Holland                              | 31 tháng 3 năm 2015 (Đức) 6 tháng 6 năm 2015 (Pháp)  |
| 15  | "Meet Mitch"                         | Christophe Pittet    | Erik Wiese                                | 2 tháng 4 năm 2015 (Đức) 8 tháng 7 năm 2015 (Pháp)   |
| 16  | "Welcome to the Doghouse"            | Thierry Sapyn        | Darren Belitsky and Erik Wiese            | 2 tháng 4 năm 2015 (Đức) 11 tháng 4 năm 2015 (Pháp)  |
| 17  | "Toilet Break"                       | Fred Mintoff         | Guillaume Mautalent and Sébastien Oursel  | 7 tháng 4 năm 2015 (Đức)                             |
| 18  | "Night of the WereFox"               | Phillipe Leconte     | Erik Wiese                                | 1 tháng 4 năm 2015 (Đức) 9 tháng 7 năm 2015 (Pháp)   |
| 19  | "Guitar Hero"                        | Brice Magnier        | Thomas Barichella and Pierre-Gilles Stehr | 31 tháng 3 năm 2015 (Đức)                            |
| 20  | "Tail that Wags"                     | Philippe Leconte     | Daryle Conners and Marya Sea Kaminski     | 7 tháng 4 năm 2015 (Đức)                             |
| 21  | "Midnight Growler"                   | Nima Azarba          | Nicolas Verpilleux                        | 8 tháng 4 năm 2015 (Đức)                             |
| 22  | "Truffle Trouble"                    | Julien Thompson      | Pierre-Gilles Stehr                       | 8 tháng 4 năm 2015 (Đức) 13 tháng 7 năm 2015 (Pháp)  |
| 23  | "(Un)Natural Enemies"                | Thierry Sapyn        | Kristine Songco and Joanna Lewis          | 9 tháng 4 năm 2015 (Đức)                             |
| 24  | "The Wild Side"                      | Christophe Pittet    | Erik Wiese                                | 9 tháng 4 năm 2015 (Đức)                             |
| 25  | "Dare to be Wild"                    | Dominique Etchecopar | Erik Wiese                                | 10 tháng 4 năm 2015 (Đức)                            |
| 26  | "Going Postal"                       | Fred Mintoff         | Antoine Guilbaud                          | 10 tháng 4 năm 2015 (Đức)                            |
| 27  | "August Fur-Low"                     | Philippe Leconte     | Daryle Conners and Marya Sea Kaminski     | 13 tháng 4 năm 2015 (Đức)                            |
| 28  | "Boar to be Wild"                    | Olivier Derynck      | Kristine Songco and Joanna Lewis          | 13 tháng 4 năm 2015 (Đức)                            |
| 29  | "Gracie & Alphie Come to Play"       | Nicolas Moschini     | Ian Carney                                | 1 tháng 4 năm 2015 (Đức) 15 tháng 4 năm 2015 (Pháp)  |
| 30  | "Show Dog"                           | Thierry Sapyn        | Nicolas Verpilleux                        | 14 tháng 4 năm 2015 (Đức) 16 tháng 4 năm 2015 (Pháp) |
| 31  | "Fetch!"                             | Nima Azarba          | Erik Wiese                                | 14 tháng 4 năm 2015 (Đức) 17 tháng 4 năm 2015 (Pháp) |
| 32  | "Watchdog Wash"                      | Julien Thompson      | Emmanuel de Franceschi                    | 15 tháng 4 năm 2015 (Đức) 18 tháng 4 năm 2015 (Pháp) |
| 33  | "A Short Term Leash"                 | Christophe Pittet    | Matthieu Chevallier                       | 15 tháng 4 năm 2015 (Đức)                            |
| 34  | "Welcome to the Jungle"              | Philippe Leconte     | Matthieu Chevallier                       | 16 tháng 4 năm 2015 (Đức) 22 tháng 4 năm 2015 (Pháp) |
| 35  | "Animal Carnival"                    | Thierry Sapyn        | Pierre-Gilles Stehr                       | 17 tháng 4 năm 2015 (Đức) 23 tháng 4 năm 2015 (Pháp) |
| 36  | "Foxy Lady"                          | Ronan Le Brun        | Matthew Beans                             | 17 tháng 4 năm 2015 (Đức) 24 tháng 4 năm 2015 (Pháp) |
| 37  | "A Hole in One...Too Many"           | Olivier Derynck      | Alec Holland                              | 16 tháng 4 năm 2015 (Đức) 6 tháng 5 năm 2015 (Pháp)  |
| 38  | "Hero Dog"                           | Fred Mintoff         | Laura Beck                                | 28 tháng 4 năm 2015 (Đức) 7 tháng 5 năm 2015 (Pháp)  |
| 39  | "Dog Years"                          | Nima Azarba          | Laura Beck and Melanie Lewis              | 28 tháng 4 năm 2015 (Đức)                            |
| 40  | "Un-Bear-able"                       | Julien Thompson      | Pierre-Gilles Stehr                       | 22 tháng 4 năm 2015 (Đức)                            |
| 41  | "Neighborhood Challenge, Part 1"     | Philippe Leconte     | Erik Wiese                                | 29 tháng 4 năm 2015 (Đức)                            |
| 42  | "Neighborhood Challenge, Part 2"     | Thierry Sapyn        | Erik Wiese                                | 29 tháng 4 năm 2015 (Đức)                            |
| 43  | "Just Like New"                      | Christophe Pittet    | Antoine Guilbaud                          | 23 tháng 4 năm 2015 (Đức)                            |
| 44  | "The Wildest Dream"                  | Nima Azarba          | Erik Wiese                                | 24 tháng 4 năm 2015 (Đức)                            |
| 45  | "Pride Cometh Before the Fowl"       | Nicolas Moschini     | Matthew Beans                             | 20 tháng 4 năm 2015 (Đức)                            |
| 46  | "Mr. L's Big Trip"                   | Fred Mintoff         | Matthieu Chevallier                       | 23 tháng 4 năm 2015 (Đức)                            |
| 47  | "Masked Fox"                         | Philippe Leconte     | Nicolas Verpilleux                        | 27 tháng 4 năm 2015 (Đức)                            |
| 48  | "Our Little Secret"                  | Julien Thompson      | Emmanuel de Franceschi                    | 28 tháng 4 năm 2015 (Đức)                            |
| 49  | "Dogs Have More Fun"                 | Thierry Sapyn        | Erik Wiese                                | 21 tháng 4 năm 2015 (Đức)                            |
| 50  | "When Pigs Fly"                      | Philippe Leconte     | Pierre-Gilles Stehr                       | 11 tháng 4 năm 2015 (Pháp) 21 tháng 4 năm 2015 (Đức) |
| 51  | "Blanket Nightmare"                  | Olivier Derynck      | Erik Wiese                                | 22 tháng 4 năm 2015 (Đức)                            |
| 52  | "The Sam Trap"                       | Ronan Le Brun        | Matthieu Chevallier                       | 24 tháng 4 năm 2015 (Đức)                            |

### Mùa 2
Mùa 2 đang ở trong quá trình sản xuất.

## Phát sóng
| Quốc gia   | Kênh           | Khởi chiếu           | Nguồn tin |
| ---------- | -------------- | -------------------- | --------- |
| Đức        | Super RTL      | 23 tháng 3 năm 2015  |           |
| Pháp       | France 3       | 4 tháng 4 năm 2015   |           |
| Ba Lan     | teleTOON+      | 13 tháng 4 năm 2015  | [ 1 ]     |
| Úc         | Disney XD      | 1 tháng 6 năm 2015   | [ 2 ]     |
| Ý          | Disney XD      | 15 tháng 6 năm 2015  | [ 3 ]     |
| Hàn Quốc   | Disney Channel | 23 tháng 6 năm 2015  | [ 4 ]     |
| Đông Nam Á | Disney Channel | 14 tháng 7 năm 2015  | [ 5 ]     |
| Brasil     | Disney Channel | 19 tháng 10 năm 2015 | [ 6 ]     |
| Bồ Đào Nha | SIC K          |                      | [ 6 ]     |
| Angola     | DStv Kids      |                      | [ 6 ]     |
| Malaysia   | DStv Kids      |                      | [ 6 ]     |
| Israel     | Disney Channel | 6 tháng 9 năm 2015   | [ 6 ]     |
| Nga        | Disney Channel | 9 tháng 10 năm 2015  | [ 6 ]     |
| Ấn Độ      | Disney Channel | TBA                  | [ 6 ]     |
| Nhật Bản   | Disney Channel | TBA                  | [ 6 ]     |
| Thụy Điển  | SVT            | TBA                  | [ 6 ]     |
| UAE        | E-Junior       | TBA                  | [ 6 ]     |
| Mỹ Latinh  | Disney Channel | 4 tháng 10 năm 2015  | [ 6 ]     |
| Indonesia  | Spacetoon      | 6 tháng 1 năm 2016   |           |